# Kevin Rosero
Kevin Duvan Ante Rosero (ur. 3 grudnia 1998) – kolumbijski piłkarz występujący na pozycji skrzydłowego, od 2024 roku zawodnik meksykańskiej Necaxy.